# 브룩 호건
브룩 엘렌 볼리아(영어: Brooke Ellen Bollea, 1988년 5월 5일 ~ )은 미국의 가수이다. 가수로서의 인기는 별로 없으나 WWE의 유명 프로레슬러인 헐크 호건의 딸이라는 점 때문에 세간에 유명해졌다. 남동생 닉 호건은 교통사고 상습범으로 징역을 살게 된다.
아버지인 헐크 호건이 브룩을 WWE 프로레슬러 디바로 데뷔시켜주려고 다른 WWE 동료들에게 계속 부탁을 하고 브룩을 계속 연습시켰으나 키만 180cm라서 신체스펙만 좋을 뿐 별로 예쁘지 않은 얼굴과 뒤떨어지는 프로레슬링 실력으로 인해 WWE 디바가 될 수 없었다.

## 출연 작품
- L.A. 슬래셔 (2015)
- 스컴 락스! (2013)
- 샌드 샤크 (2012)
- 더블샤크 (2012)